# Pristimantis yukpa
Pristimantis yukpa é uma espécie de anfíbio caudado da família Strabomantidae. Está presente na Venezuela. A UICN classificou-a como pouco preocupante.